# 29e régiment d'artillerie
Pour les articles homonymes, voir 29e régiment.
Le 29e régiment d'artillerie (29e RA) est une unité d'artillerie de l'armée française, créée en 1872 et dissoute en 1940.

## Création et différentes dénominations
- 20 avril 1872 : Formation du 29e régiment d'artillerie
- 1883 : devient 29e régiment d'artillerie de campagne
- 1918 : devient 29e régiment d'artillerie de campagne porté
- 1923 : dissous, devient le 301e régiment d'artillerie portée
- 1939 : formation du 29e régiment d'artillerie divisionnaire
- 1940 : dissolution

## Colonel et chefs de corps
- 20 avril 1872 : Charles Édouard Gerbaut[1]
- 14 juillet 1874 : Oscar Jean Henri Auguste de Sailly[1]
- 1875 : colonel Fiaux
- 1880 : colonel Cary
- 1885 : colonel Queillé
- 1890 : colonel Le Coat de Saint-Haouen
- 1891 : colonel Aron
- 1895 : colonel Bonnet
- 1898 : colonel Leclère
- - 9 septembre 1914 : Paul Omer Aubry[2] (†)
- 10 septembre 1914 - 11 août 1915 : lieutenant-colonel Azéma
- 12 août 1915 - 31 mars 1916 : colonel Maucorps
- 3 avril 1916 - 16 mai 1916 : lieutenant-colonel Milhaud
- 21 mai 1916 - 14 août 1916 : lieutenant-colonel Gèze
- 6 septembre 1916 - 6 février 1917 : lieutenant-colonel Sayet
- 7 février 1917 - 10 août 1919 : lieutenant-colonel Gèze
- 11 août 1919 - : lieutenant-colonel Terrière

## Historique des garnisons, combats et batailles

### De 1872 à 1914
Le 29e régiment d'artillerie est formé à Grenoble par ordre du 20 avril 1872 avec :
- 6 batteries provenant du 2e régiment d'artillerie
- 3 batteries provenant du 6e régiment d'artillerie
- 2 batteries provenant du 19e régiment d'artillerie

En 1873, il fait partie de la 19e brigade d'artillerie, conserve 8 de ses batteries, reçoit 1 batteries à cheval du 17e régiment d'artillerie et cède 4 batteries au 36e régiment d'artillerie.
En 1874, il quitte Grenoble et prend garnison à Laon.
En 1881-1882 des éléments participent à la campagne de Tunisie.

### Première Guerre mondiale
En casernement à Laon et Sissonne

#### Affectation
Composition : 4 groupes de 12 batteries de 75 (48 canons). 
À la mobilisation, le 29e RAC est affecté à l'artillerie de corps du 2e corps d'armée. 

#### 1914

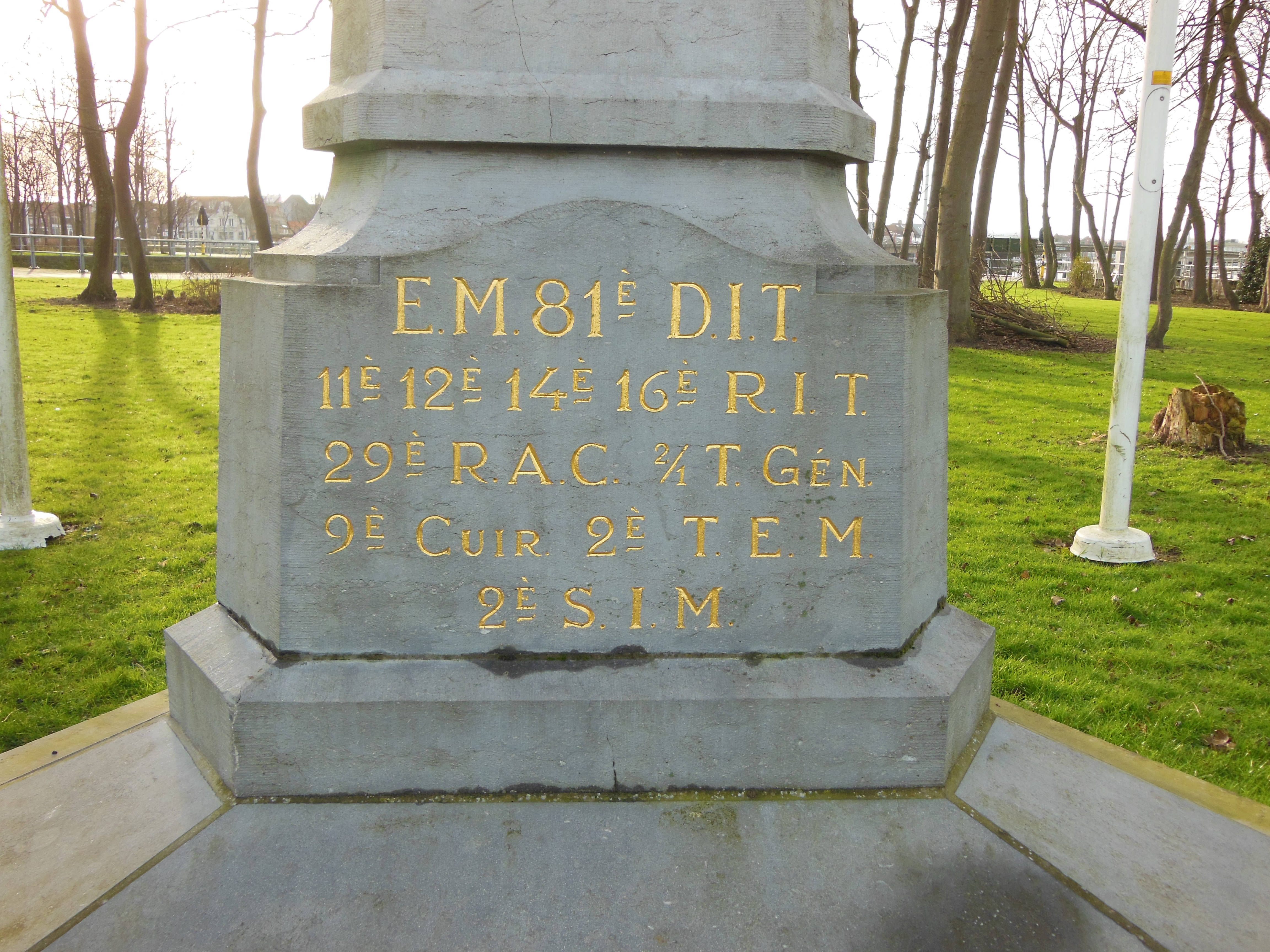
Mention du groupe de réserve formé par le sur le monument à la à Nieuport en Belgique, mémorial des combats de la division pendant la bataille de l'Yser.

- Bataille des Frontières
- Grande Retraite
- Bataille de la Marne

#### 1918
Le régiment devient un régiment d'artillerie de campagne portée en mai 1918.

### Entre-deux-guerres
La réorganisation des corps d'artillerie français décidée en 1923 mène à la dissolution le 31 décembre 1923 du 29e régiment d'artillerie de campagne porté, qui devient le lendemain le 301e régiment d'artillerie portée à La Fère.

### Seconde Guerre mondiale
Le régiment est recréé le 5 septembre 1939 sous le nom de 29e régiment d'artillerie divisionnaire par le centre mobilisateur d'artillerie no 2 de Sedan. Affecté à la 4e division d'infanterie, il est constitué d'une batterie hors-rang, de trois groupes de canons de 75 et d'une batterie divisionnaire antichar de canons de 47.

## Traditions du29erégimentd’artillerie

### Étendard
Il porte, cousues en lettres d'or dans ses plis, les inscriptions suivantes :
- Verdun 1916
- La Somme 1916
- Soissonnais 1918

### Décorations
Le 29e régiment d'artillerie porte la fourragère aux couleurs de la croix de guerre 1914-1918.

### Insigne
L'insigne du 29e RAD de 1939 montre un sanglier chargé d'une croix de Lorraine, surmontant la devise Je fais tête.

## Personnalités ayant servi au29eRA
- Maréchal Foch, lieutenant-colonel au 29e RA de 1901 à 1903.
- Jacques Cariou, triple médaillé en équitation aux Jeux olympiques de 1912, capitaine, puis chef d'escadron au 29e RA en 1916[8].

## Sources et bibliographie
- Historique du 29e régiment d'artillerie de campagne pendant la guerre 1914-1918 : avec 6 planches hors texte, Nancy, Berger-Levrault, 36 p., lire en ligne sur Gallica.